# Zerasca
La Zerasca est une race de mouton domestique d'origine italienne, élevée pour sa viande dans la région de Lunigiana, en Toscane. La race a failli disparaître et au XXIe siècle, sa population reste réduite. Elle est connue pour sa production d'agneau de Zeri (Agnello di Zeri).

## Origine et distribution
Les origines exactes de la race ne sont pas connues. Déjà présente au début du XIXe siècle, elle descendrait de croisements entre des races italiennes du nord du pays avec des moutons des Apennins. Restés isolés, les animaux ont développés leurs propres caractéristiques,. 
Au XXe siècle, des croisements avec la race Massese (mouton noir originaire des Alpes apuanes) sont tentés pour améliorer sa prolificité et la production de lait. Mais c'est un échec,. 
Au XXIe siècle, le Zerasca n'est élevé que dans une très petite zone : sur la commune de Zeri et les villages environnants. 

## Description
C'est un mouton de couleur blanche et de taille moyenne. Le bélier mesure 75 cm en moyenne au garrot pour un poids de 88 kg et porte des cornes. La brebis, plus petite et légère, mesure 62 cm pour 55 kg en moyenne,. Des individus plus sombres ou tachetés peuvent également être présents, héritage résultant des tentatives de croisements avec le Massese.

## Menaces et sauvegarde
La race a failli disparaître au XXe siècle en raison des changements des systèmes d'élevage et de l'évolution du marché. Elle est sauvée grâce aux actions des services publics et de quelques fermiers locaux qui créés un consortium (Consorzio per la valorizzazione e la tutela della pecora e dell’agnello di Zeri, litt. « Consortium pour la valorisation et la protection des ovins et agneaux de Zeri ») en 2001. Classée comme race en danger, elle fait face à un risque de consanguinité.
Sa population reste très faible et en 2013, elle était évaluée à près de 2 000 têtes. En 2021, elle reste inférieure à 3 000 têtes.
C'est l'une des quarante-deux races ovines locales autochtones à diffusion limitée pour lesquelles un registre généalogique est tenu par l'Associazione nazionale della pastorizia (« Association nationale italienne des éleveurs de moutons »). Des efforts sont réalisés pour conserver la ressource génétique.

## Élevage et production
Le Zerasca est un animal rustique élevé entre 600 et 1 200 m d'altitude dans un système d'élevage extensif. Il est principalement élevé pour produire de la viande d'agneau : l'agneau de Zeri. L'agneau pèse environ 5 kg à la naissance et atteint les 20-25 kg à 60-70 jours.
Pour conserver la race, des efforts de valorisation ont été réalisés. Une petite production de lait et de fromage est mise en place. Plus récemment, la laine est employée pour la fabrication du Mezzalana, un tissu local de la Lunigiana où la laine est tissée en mélange avec du chanvre.
Tous les ans, au mois de juin, est organisée une fête pour faire découvrir l'artisanat local et l'élevage autour de la Zerasca : la Festa della Pecora Zerasca e dell’Agnello di Zeri.